# Chrysanthe Ier d'Athènes
Pour les articles homonymes, voir Chrysanthe Ier.
Chrysanthe Ier d'Athènes (grec moderne : Χρύσανθος Αθηνών), né Charílaos Filippídis (Χαρίλαος Φιλιππίδης) en 1881 et mort le 28 septembre 1949, était l'archevêque d'Athènes et de toute la Grèce entre 1938 et 1941.

## Biographie
Il est né en 1881 à Gratiní, en Thrace, alors dans l'Empire ottoman. En 1903, il devint diacre et commença son service dans la métropole de Trébizonde (aujourd'hui Trabzon) en tant qu'enseignant à l'école secondaire de la ville, où il donna des cours de religion. Il a étudié la théologie à l'école de Halki puis fut transféré à Lausanne, en Suisse, et ensuite à Leipzig, en Allemagne. En 1913, il devient le métropolite de Trébizonde. Les événements de la Première Guerre mondiale ont eu un impact considérable sur sa vie. En avril 1916, juste avant l'invasion russe, il reçut le contrôle de la ville par l'administration ottomane locale. Les Russes l'ont gardé comme gouverneur, même s'il a aidé la population turque locale à revenir dans la ville et à rétablir ses institutions - à leur grande consternation. Pendant la guerre, il fut en faveur d'un Pont indépendant, qui protégerait ses différents groupes ethniques. Lors de la Conférence de la paix de Paris de 1919, il proposa la création de la République du Pont. Pour cela, il a été condamné à mort par les forces nationalistes turques en 1920. Il n'a pas pu reprendre son poste à Trabzon.
Il devint archevêque d'Athènes en 1938 et occupa le poste jusqu'à sa démission à la suite de l'invasion allemande de la Grèce, après avoir refusé de prêter serment au gouvernement collaborationniste de Geórgios Tsolákoglou. Il a été remplacé par Damaskinos. Il est décédé le 28 septembre 1949 à Athènes.